# Präfekturparlamentswahl in Tokio 2017
Die Wahl 2017 der Abgeordneten im Präfekturparlament von Tokio (Heisei 29-nen/2017-nen Tōkyō togikai giin senkyo, jap. 平成29年/2017年東京都議会議員選挙) fand am 2. Juli statt. Die amtliche Bekanntmachung (kokuji [=gesetzlicher Wahlkampfbeginn, Meldeschluss für Kandidaten, Möglichkeit zur vorzeitigen Abstimmung]) erfolgte damit am 23. Juni. Das Mandat der bei der letzten allgemeinen Wahl 2013 bzw. bei späteren Nachwahlen gewählten Abgeordneten läuft am 22. Juli aus. Am gleichen Tag wie die Präfekturparlamentswahl fand die Bürgermeisterwahl in Kokubunji statt, drei Wochen vorher die Stadtparlamentswahl in Akiruno.
Die 127 Abgeordneten wurden in sieben Ein- und 35 Mehrmandatswahlkreisen durch nicht übertragbare Einzelstimmgebung gewählt (in den Einmandatswahlkreisen identisch zu first-past-the-post). Im April 2017, noch vor Beginn des offiziellen Wahlkampfes, planten 196 Politiker zu kandidieren. Zum Wahlkampfbeginn am 23. Juni 2017 gab es 258 Kandidaten. Im Vergleich gab es bei der Wahl 2013 253 Kandidaten.

## Ausgangslage
Die auf nationaler Ebene regierende Koalition aus Liberaldemokratischer Partei (LDP) und Kōmeitō, die auch den damaligen Gouverneur Naoki Inose unterstützte, gewann 2013 eine klare Mehrheit im Präfekturparlament, die die LDP bei Nachwahlen 2016 noch ausbauen konnte.
Nach den Rücktritten von Inose und Nachfolger Yōichi Masuzoe führt seit der Gouverneurswahl 2016 Yuriko Koike die Präfekturverwaltung. Sie ist zwar selbst ehemalige LDP-Politikerin, wurde aber gegen die Wahlempfehlung der LDP gewählt und verfolgt einige Reformen, die von der LDP nicht mitgetragen werden. Sie hatte für die Parlamentswahl 2017 angekündigt, mit einer eigenen Partei antreten zu wollen, die bereits vor der Wahl 2017 mehrere Abgeordnete durch Übertritte gewonnen hat. Die entstandene Fraktion im Präfekturparlament nennt sich Tomin First no Kai (都民ファーストの会, etwa „Vereinigung Präfekturbürger zuerst“, wobei sich „Präfektur“ eindeutig auf Tokio bezieht, da Tōkyō die einzige -to ist, die anderen 46 Präfekturen sind -dō, -fu oder -ken). Zur Rekrutierung von Kandidaten und Vorbereitung auf die Wahl gründete Koike 2016 das Kibō no Juku (希望の塾; etwa „Schule der Hoffnung“). Sie erwog mehr als 64 Kandidaten aufzustellen und zielte auf eine alleinige absolute Mehrheit. Die Tomin First no Kai trat bei der Wahl als Regionalpartei auf, wobei sie juristisch gesehen keine Partei ist, sondern eine „politische Gruppierung“, weshalb Koike weiterhin der LDP angehörte. Einen Wahlerfolg verzeichnete sie bereits bei der Bürgermeisterwahl in Chiyoda im Februar 2017, bei der mit ihrer Unterstützung Bürgermeister Masami Ishikawa gegen einen von der LDP gestützten Kandidaten klar im Amt bestätigt wurde. Der erfahrene LDP-Präfekturparlamentsabgeordnete für Chiyoda, der ehemalige Generalsekretär der LDP Tokio Shigeru Uchida, den Koike als „Don des Präfekturparlaments“ (togikai no Don) tituliert hatte, erklärte anschließend seinen Rückzug zur kommenden Parlamentswahl. Koike zielt im Präfekturparlament auf eine Frauenquote von mindestens 30 % und stellte dementsprechend vermehrt Kandidatinnen auf.
Auch die nationalen Oppositionsparteien organisierten sich neu. Die 2016 gegründete Demokratische Fortschrittspartei (Minshintō)  verhandelte nach der Ankündigung des Wahltermins ohne umfassendes Ergebnis über eine mögliche Wahlkooperation mit Koike. Erst Anfang 2017 vereinigten sich im Präfekturparlament die bis dahin noch getrennten Fraktionen der Minshintō-Vorläuferparteien. Nachdem 13 der geplanten 36 Kandidaten der Minshintō diese verlassen und sich mehrere der Tomin First no Kai angeschlossen hatten, sagte die Minshintō den übrigen unabhängigen Kandidaten weiterhin Unterstützung zu, womöglich auch zusammen mit der Tomin First no Kai. Im März 2017 wurde eine Wahlkooperation zwischen dem nationalen Koalitionspartner der LDP, der Kōmeitō, und der Tomin First no Kai bekanntgegeben. Außerdem kooperierte die Regionalpartei Tōkyō Seikatsusha Network (東京・生活者ネットワーク, etwa „Netzwerk der Tokioter Verbraucher“) mit der Tomin First no Kai. Zum 1. Juni 2017 trat Koike aus der LDP aus und übernahm offiziell den Vorsitz der Tomin First no Kai. Angesichts der im Frühjahr bekannt gewordenen Skandale um Premierminister Shinzō Abe, gleichzeitig LDP-Vorsitzender, wurde das Ergebnis der Wahl für die LDP mit besonderer Spannung erwartet, zumal vorhergehende Tokioter Präfekturparlamentswahlen auch auf nationaler Ebene ein maßgebendes Stimmbild waren. Auch für die Minshintō-Vorsitzende Renhō war diese Präfekturparlamentswahl entscheidend, denn sie vertritt die Präfektur Tokio seit der Sangiin-Wahl 2004 im Sangiin. Ihr Versprechen, das Vertrauen der Wähler an die Minshintō zurückzugewinnen, konnte sie bisher nicht erfüllen und die Umfragewerte befinden sich national unter 10 %. Diese Umstände hätten laut Experten den Rücktritt Renhōs oder eine Aufspaltung der Minshintō zur Folge haben können.
Zu den möglichen Wahlkampfthemen gehörten neben Fragen der nationalen Politik unter anderem der von Gouverneurin Koike für eine weitere Prüfung der Sicherheit des neuen Standorts zunächst abermals auf Eis gelegte, dann aber noch vor der Wahl bestätigte Umzug des Tsukiji-Fischmarktes, und die Vorbereitungen auf die Olympischen und Paralympischen Spiele 2020, deren wiederholten Kostenanstieg Koike eindämmen will – in ihrem Entwurf für den Präfekturhaushalt im Fiskaljahr (beginnt in Japan im April) 2017 hat sie das veranschlagte Olympiabudget gegenüber 2016 um mehr als ein Viertel reduziert. Die Tomin First no Kai stellte einen Monat vor Beginn des offiziellen Wahlkampfes ihre Wahlversprechen vor. Darin enthalten war neben einer Eindämmung der Olympiakosten beispielsweise eine Ausweitung des Rauchverbots oder eine Verringerung von Privilegien der Abgeordneten zugunsten des Steuerzahlers. Darüber hinaus bestätigte Koike am 20. Juni 2017, drei Tage vor offiziellem Wahlkampfbeginn, den Umzug des Tsukiji-Marktes nach Kōtō und gab bekannt, den alten Markt zu renovieren und weiterzunutzen. Dies solle nach den Olympischen Spielen passieren; einen  genaueren Zeitplan werde sich jedoch erst später veröffentlichen. Vor allem von Minshintō und Kommunistischer Partei wurde erwartet, dass diese sich im Wahlkampf auf die Skandale um Premierminister Shinzō Abe und andere LDP-Mitglieder konzentrieren werden.
Für vier Tokioter Parlamentswahlkreise wurde die Mandatszahl geändert: Je einen Sitz verloren die Wahlkreise Nakano-ku und Kita-ku, je einen Abgeordneten mehr wählten die Wahlkreise Machida-shi und Nord-Tama #3 (Kita-Tama dai-3; besteht aus den Städten Chōfu und Komae).

## Kandidaten und Nominierungsstrategie
| Partei | Partei                             | Bisherige Abgeordnete | Kandidaten            | Kandidaten            | Kandidaten  | Kandidaten | Kandidaten |
| Partei | Partei                             | Bisherige Abgeordnete | bisherige Abgeordnete | ehemalige Abgeordnete | Neubewerber | Summe      | (Frauen)   |
| ------ | ---------------------------------- | --------------------- | --------------------- | --------------------- | ----------- | ---------- | ---------- |
|        | Liberaldemokratische Partei (LDP)  | 57                    | 49                    | 0                     | 11          | 60         | (6)        |
|        | Kōmeitō (Kōmei)                    | 22                    | 19                    | 0                     | 4           | 23         | (3)        |
|        | Kommunistische Partei Japans (KPJ) | 17                    | 11                    | 1                     | 25          | 37         | (17)       |
|        | Minshintō (Minshin)                | 7                     | 7                     | 6                     | 10          | 23         | (6)        |
|        | Tomin First no Kai (Tomin)         | 6                     | 6                     | 4                     | 40          | 50         | (17)       |
|        | Tōkyō Seikatsusha Network (Net)    | 3                     | 2                     | 0                     | 2           | 4          | (4)        |
|        | Nippon Ishin no Kai (Ishin)        | 1                     | 1                     | 1                     | 2           | 4          | (1)        |
|        | Sozialdemokratische Partei (SDP)   | 0                     | 0                     | 0                     | 1           | 1          | (1)        |
|        | Sonstige                           | 0                     | 0                     | 1                     | 16          | 17         | (4)        |
|        | Unabhängige                        | 13                    | 11                    | 4                     | 25          | 40         | (6)        |
| Summe  | Summe                              | 126 (1 Vakanz)        | 106                   | 17                    | 136         | 259        | (65)       |

## Ergebnis
Die Wahlbeteiligung erholte sich gegenüber 2013 (43,50 %) um über sieben Punkte auf 51,28 %. In den 23 Bezirken im Osten rangierte die Wahlbeteiligung zwischen 44,35 % im Bezirk Minato und 57,16 % im Bezirk Kita und lag insgesamt bei 51,13 %, in Tokios einziger „Kernstadt“ Hachiōji lag sie bei 52,49 %, in den kreisfreien Städten insgesamt bei 51,54 %. Die nach Gemeinde höchste Wahlbeteiligung gab es im Dorf Toshima mit über 84 %, auf den Inseln insgesamt lag sie bei 66,08 %, mit unter 43 % die unter allen 62 Gemeinden niedrigste Beteiligung gab es in der Stadt Mizuho, insgesamt betrug sie in Tokios einzigem verbliebenen Landkreis Nishi-Tama 47,87 %.
Nach Auszählung aller 42 Wahlkreise ergibt sich folgende Sitzverteilung:
- Das Koike-Lager gewann insgesamt 79 Sitze, im Einzelnen Tomin First 49, Kōmeitō 23, Seikatsusha Net 1, Tomin-unterstützte Unabhängige 6 – letztere wurden sofort von der Tomin First rückwirkend nachnominiert[27] –,
- die bisher stärkste Partei LDP fiel auf 23 Sitze zurück und somit das historisch schlechteste Ergebnis (vorher 38 Sitze bei den Wahlen 1965 und 2009),
- die KPJ kann mit 19 Sitzen ihr relativ gutes Ergebnis von 2013 noch steigern,
- die Minshintō fällt auf fünf Sitze zurück und die Ishin no Kai hält einen.

| Partei                                                                       | Partei                                                                       | Kandidaten                                                                   | Stimmen       | Anteil   | Sitze | Änderung    |
| ---------------------------------------------------------------------------- | ---------------------------------------------------------------------------- | ---------------------------------------------------------------------------- | ------------- | -------- | ----- | ----------- |
|                                                                              | Tomin First no Kai                                                           | 50                                                                           | 1.884.029,850 | 33,68 %  | 49    | +43         |
|                                                                              | Liberaldemokratische Partei                                                  | 60                                                                           | 1.260.101,444 | 22,53 %  | 23    | −34         |
|                                                                              | Kōmeitō                                                                      | 23                                                                           | 734.697,000   | 13,13 %  | 23    | +1          |
|                                                                              | Kommunistische Partei Japans                                                 | 37                                                                           | 773.722,553   | 13,83 %  | 19    | +2          |
|                                                                              | Minshintō                                                                    | 23                                                                           | 385.752,149   | 6,90 %   | 5     | −2          |
|                                                                              | Tōkyō Seikatsusha Network                                                    | 4                                                                            | 69.929,000    | 1,25 %   | 1     | −2          |
|                                                                              | Nippon Ishin no Kai                                                          | 4                                                                            | 54.016,000    | 0,97 %   | 1     | 0           |
|                                                                              | Sonstige (inkl. SDP, Kōfuku, Gyōkaku 110)                                    | 18                                                                           | 56.335,000    | 1,01 %   | 0     | 0           |
|                                                                              | Unabhängige                                                                  | 40                                                                           | 375.048,000   | 6,70 %   | 6     | −7          |
| Summe                                                                        | Summe                                                                        | 259                                                                          | 5.593.630,996 | 100,00 % | 127   | +1 (Vakanz) |
| Ungültige Stimmen (inkl. mitgenommene Stimmzettel/nicht akzeptierte Stimmen) | Ungültige Stimmen (inkl. mitgenommene Stimmzettel/nicht akzeptierte Stimmen) | Ungültige Stimmen (inkl. mitgenommene Stimmzettel/nicht akzeptierte Stimmen) | 88.233        | 1,55 %   |       |             |
| Wahlbeteiligung von 11.081.157 Wahlberechtigten                              | Wahlbeteiligung von 11.081.157 Wahlberechtigten                              | Wahlbeteiligung von 11.081.157 Wahlberechtigten                              | 5.681.864     | 51,28 %  |       |             |

Die Gewinne und Verluste an Mandaten sind im Vergleich zur Zusammensetzung des Parlaments vor der Wahl angegeben. Zur Erläuterung der Bruchteilstimmen, siehe Wahlen in Japan.
36 der Abgeordneten im Parlament sind Frauen, mehr als je zuvor. Der Frauenanteil im Tokioter Parlament, vorher knapp hinter Kyōto der zweithöchste unter allen 47 Präfekturparlamenten, steigt damit auf 28,3 %. Im landesweiten Durchschnitt betrug der Frauenanteil unter Präfekturparlamentsabgeordneten im Januar 2017 9,8 %.

### Nach Wahlkreis
| Wahlkreis   | Mandatszahl | Summe Kandidaten | Gewählte Abgeordnete/KandidatenWahlempfehlungen, Unterstützerparteien | Gewählte Abgeordnete/KandidatenWahlempfehlungen, Unterstützerparteien | Gewählte Abgeordnete/KandidatenWahlempfehlungen, Unterstützerparteien | Gewählte Abgeordnete/KandidatenWahlempfehlungen, Unterstützerparteien | Gewählte Abgeordnete/KandidatenWahlempfehlungen, Unterstützerparteien | Gewählte Abgeordnete/KandidatenWahlempfehlungen, Unterstützerparteien | Gewählte Abgeordnete/KandidatenWahlempfehlungen, Unterstützerparteien | Gewählte Abgeordnete/KandidatenWahlempfehlungen, Unterstützerparteien | Gewählte Abgeordnete/KandidatenWahlempfehlungen, Unterstützerparteien | Gewählte Abgeordnete/KandidatenWahlempfehlungen, Unterstützerparteien |
| ----------- | ----------- | ---------------- | --------------------------------------------------------------------- | --------------------------------------------------------------------- | --------------------------------------------------------------------- | --------------------------------------------------------------------- | --------------------------------------------------------------------- | --------------------------------------------------------------------- | --------------------------------------------------------------------- | --------------------------------------------------------------------- | --------------------------------------------------------------------- | --------------------------------------------------------------------- |
| Wahlkreis   | Mandatszahl | Summe Kandidaten | LDP                                                                   | Kōmei                                                                 | KPJ                                                                   | Minshin                                                               | Tomin                                                                 | Net                                                                   | Ishin                                                                 | SDP                                                                   | Sonst.                                                                | Unabh.                                                                |
| Chiyoda     | 1           | 4                | 0/1Kokoro                                                             |                                                                       |                                                                       |                                                                       | 1/1Kōmei                                                              |                                                                       |                                                                       |                                                                       | 0/1                                                                   | 0/1KPJ                                                                |
| Chūō        | 1           | 5                | 0/1Kokoro                                                             |                                                                       |                                                                       |                                                                       | 1/1Kōmei                                                              |                                                                       |                                                                       |                                                                       | 0/1                                                                   | 0/21×KPJ                                                              |
| Minato      | 2           | 6                | 1/2Kokoro                                                             |                                                                       | 0/1                                                                   |                                                                       | 1/1Kōmei                                                              |                                                                       |                                                                       |                                                                       | 0/1                                                                   | 0/1Tomin                                                              |
| Shinjuku    | 4           | 7                | 1/2Kokoro                                                             | 1/1Tomin                                                              | 1/1                                                                   | 0/1                                                                   | 1/1Net                                                                |                                                                       |                                                                       |                                                                       |                                                                       | 0/1                                                                   |
| Bunkyō      | 2           | 3                | 1/1Kokoro                                                             |                                                                       | 0/1                                                                   |                                                                       | 1/1Kōmei                                                              |                                                                       |                                                                       |                                                                       |                                                                       |                                                                       |
| Taitō       | 2           | 5                | 0/1Kokoro                                                             |                                                                       | 0/1                                                                   |                                                                       | 1/1Kōmei                                                              |                                                                       |                                                                       |                                                                       |                                                                       | 1Kōmei&Tomin/2                                                        |
| Sumida      | 3           | 5                | 1/2Kokoro                                                             | 1/1Tomin                                                              | 0/1                                                                   |                                                                       | 1/1                                                                   |                                                                       |                                                                       |                                                                       |                                                                       |                                                                       |
| Kōtō        | 4           | 9                | 1/2Kokoro                                                             | 1/1Tomin                                                              | 1/1                                                                   | 0/1                                                                   | 1/1                                                                   |                                                                       |                                                                       |                                                                       | 0/1                                                                   | 0/21×Tomin                                                            |
| Shinagawa   | 4           | 7                | 0/2Kokoro                                                             | 1/1Tomin                                                              | 1/1                                                                   | 0/1LP&Net                                                             | 2/2                                                                   |                                                                       |                                                                       |                                                                       |                                                                       |                                                                       |
| Meguro      | 3           | 5                | 0/2Kokoro                                                             | 1/1Tomin                                                              | 1/1                                                                   |                                                                       | 1/1Net                                                                |                                                                       |                                                                       |                                                                       |                                                                       |                                                                       |
| Ōta         | 8           | 15               | 2/3Kokoro                                                             | 2/2Tomin                                                              | 1/2                                                                   | 0/1LP&Net                                                             | 2/2                                                                   |                                                                       | 1/1                                                                   |                                                                       | 0/1                                                                   | 0/3                                                                   |
| Setagaya    | 8           | 18               | 3/3Kokoro                                                             | 1/1Tomin                                                              | 1/1                                                                   | 1/1LP                                                                 | 2/2                                                                   | 0/1Minshin                                                            | 0/1                                                                   | 0/1LP                                                                 | 0/2                                                                   | 0/5                                                                   |
| Shibuya     | 2           | 5                | 0/1Kokoro                                                             |                                                                       | 0/1                                                                   | 0/1LP                                                                 | 1/1Kōmei                                                              |                                                                       |                                                                       |                                                                       |                                                                       | 1/1Kōmei&Tomin                                                        |
| Nakano      | 3 (−1)      | 6                | 0/1Kokoro                                                             | 1/1Tomin                                                              | 0/1                                                                   | 1/1LP&Net                                                             | 1/1                                                                   |                                                                       |                                                                       |                                                                       | 0/1                                                                   |                                                                       |
| Suginami    | 6           | 12               | 2/2Kokoro                                                             | 1/1Tomin                                                              | 1/1                                                                   | 0/2LP                                                                 | 2/2                                                                   | 0/1Minshin                                                            |                                                                       |                                                                       | 0/2                                                                   | 0/1                                                                   |
| Toshima     | 3           | 5                | 0/1Kokoro                                                             | 1/1Tomin                                                              | 1/1                                                                   | 0/1LP                                                                 | 1/1                                                                   |                                                                       |                                                                       |                                                                       |                                                                       |                                                                       |
| Kita        | 3 (−1)      | 5                | 0/1Kokoro                                                             | 1/1Tomin                                                              | 1/1LP                                                                 | 0/1LP                                                                 | 1/1                                                                   |                                                                       |                                                                       |                                                                       |                                                                       |                                                                       |
| Arakawa     | 2           | 7                | 0/1Kokoro                                                             | 1/1Tomin                                                              | 0/1                                                                   |                                                                       |                                                                       |                                                                       |                                                                       |                                                                       | 0/1                                                                   | 1Tomin/3                                                              |
| Itabashi    | 5           | 10               | 0/2Kokoro                                                             | 1/1Tomin                                                              | 1/1                                                                   | 1/1LP&Net                                                             | 2/2                                                                   |                                                                       |                                                                       |                                                                       | 0/1                                                                   | 0/2                                                                   |
| Nerima      | 6           | 10               | 1/2Kokoro                                                             | 1/1Tomin                                                              | 1/1                                                                   | 1/2LP                                                                 | 2/2                                                                   | 0/1Minshin                                                            |                                                                       |                                                                       | 0/1                                                                   |                                                                       |
| Adachi      | 6           | 9                | 1/2Kokoro                                                             | 2/2Tomin                                                              | 1/1                                                                   | 0/1LP                                                                 | 2/21×Net                                                              |                                                                       | 0/1                                                                   |                                                                       |                                                                       |                                                                       |
| Katsushika  | 4           | 8                | 1/2Kokoro                                                             | 1/1Tomin                                                              | 1/1                                                                   | 0/1LP&Net                                                             | 1/1                                                                   |                                                                       |                                                                       |                                                                       | 0/2                                                                   |                                                                       |
| Edogawa     | 5           | 6                | 1/2Kokoro                                                             | 1/1Tomin                                                              | 1/1                                                                   |                                                                       | 2/2                                                                   |                                                                       |                                                                       |                                                                       |                                                                       |                                                                       |
| Hachiōji    | 5           | 9                | 1/2Kokoro                                                             | 1/1Tomin                                                              | 1/1                                                                   | 0/1LP&Net                                                             | 2/2                                                                   |                                                                       |                                                                       |                                                                       | 0/1                                                                   | 0/1                                                                   |
| Tachikawa   | 2           | 4                | 1/1Kokoro                                                             |                                                                       | 0/1                                                                   |                                                                       | 1/1Kōmei                                                              |                                                                       |                                                                       |                                                                       |                                                                       | 0/1Tomin                                                              |
| Musashino   | 1           | 3                | 0/1Kokoro                                                             |                                                                       |                                                                       | 0/1LP&Net                                                             | 1/1Kōmei                                                              |                                                                       |                                                                       |                                                                       |                                                                       |                                                                       |
| Mitaka      | 2           | 4                | 0/1Kokoro                                                             |                                                                       | 0/1                                                                   | 1/1LP&Net                                                             | 1/1Kōmei                                                              |                                                                       |                                                                       |                                                                       |                                                                       |                                                                       |
| Ōme         | 1           | 3                | 0/1Kokoro                                                             |                                                                       |                                                                       |                                                                       | 1/1Kōmei&Net                                                          |                                                                       |                                                                       |                                                                       |                                                                       | 0/1KPJ                                                                |
| Fuchū       | 2           | 4                | 0/1Kokoro                                                             |                                                                       | 0/1                                                                   |                                                                       | 2/2Kōmei&1×Net                                                        |                                                                       |                                                                       |                                                                       |                                                                       |                                                                       |
| Akishima    | 1           | 3                | 0/1Kokoro                                                             |                                                                       | 0/1                                                                   |                                                                       | 1/1Kōmei&Net                                                          |                                                                       |                                                                       |                                                                       |                                                                       |                                                                       |
| Machida     | 4 (+1)      | 8                | 1/2Kokoro                                                             | 1/1Tomin                                                              | 1/1                                                                   | 0/1LP&Net                                                             | 1/1                                                                   |                                                                       | 0/1                                                                   |                                                                       | 0/1                                                                   |                                                                       |
| Koganei     | 1           | 5                | 0/1Kokoro                                                             |                                                                       |                                                                       |                                                                       | 1/1Kōmei                                                              |                                                                       |                                                                       |                                                                       |                                                                       | 0/31×KPJ                                                              |
| Kodaira     | 2           | 4                | 1/1Kokoro                                                             |                                                                       | 0/1                                                                   | 0/1LP&Net                                                             | 1/1Kōmei                                                              |                                                                       |                                                                       |                                                                       |                                                                       |                                                                       |
| Hino        | 2           | 4                | 1/1Kokoro                                                             |                                                                       | 0/1                                                                   |                                                                       | 1/1Kōmei&Net                                                          |                                                                       |                                                                       |                                                                       |                                                                       | 0/1                                                                   |
| Nishi-Tōkyō | 2           | 4                | 0/1Kokoro                                                             |                                                                       | 0/1                                                                   |                                                                       | 1/1Kōmei                                                              |                                                                       |                                                                       |                                                                       |                                                                       | 1/1Tomin                                                              |
| Nishi-Tama  | 2           | 4                | 1/1Kokoro                                                             |                                                                       | 0/1                                                                   |                                                                       | 1/1Kōmei&Net                                                          |                                                                       |                                                                       |                                                                       |                                                                       | 0/1Tomin&Net                                                          |
| Minami-Tama | 2           | 5                | 0/1Kokoro                                                             |                                                                       | 0/1                                                                   |                                                                       | 1/1Kōmei&Net                                                          |                                                                       |                                                                       |                                                                       |                                                                       | 1Tomin/2                                                              |
| Kita-Tama 1 | 3           | 6                | 0/1Kokoro                                                             | 1/1Tomin                                                              | 1/1                                                                   | 0/1LP                                                                 | 1/1                                                                   |                                                                       |                                                                       |                                                                       |                                                                       | 0/1                                                                   |
| Kita-Tama 2 | 2           | 4                | 0/1Kokoro                                                             |                                                                       |                                                                       | 0/1LP                                                                 | 1/1Kōmei                                                              | 1/1KPJ&Minshin&Tomin                                                  |                                                                       |                                                                       |                                                                       |                                                                       |
| Kita-Tama 3 | 3 (+1)      | 6                | 0/1Kokoro                                                             | 1/1Tomin                                                              | 1/1                                                                   |                                                                       |                                                                       |                                                                       |                                                                       |                                                                       |                                                                       | 1Tomin&Net/3                                                          |
| Kita-Tama 4 | 2           | 4                | 0/1Kokoro                                                             |                                                                       | 1/1                                                                   |                                                                       | 1/1Kōmei                                                              |                                                                       |                                                                       |                                                                       |                                                                       | 0/1Tomin&Net                                                          |
| Inseln      | 1           | 3                | 1/1Kokoro                                                             |                                                                       | 0/1                                                                   |                                                                       | 0/1Kōmei                                                              |                                                                       |                                                                       |                                                                       |                                                                       |                                                                       |
| Summe       | 127         | 259              | 23/60                                                                 | 23/23                                                                 | 19/37                                                                 | 5/23                                                                  | 49/50                                                                 | 1/4                                                                   | 1/4                                                                   | 0/1                                                                   | 0/17                                                                  | 6Tomin/40                                                             |

Die meisten Wahlkreise sind deckungsgleich mit den gleichnamigen Gemeinden (-ku/-shi/-chō/-son), die Zusammensetzung der Wahlkreise, die nicht deckungsgleich mit Gemeinden sind, ist:
- Nishi-Tama („West-Tama“; wie der gleichnamige Kreis in seiner ursprünglichen Ausdehnung ohne die heutige Stadt Ōme): Fussa, Hamura, Akiruno, Hinohara, Hinode, Mizuho, Okutama
- Minami-Tama („Süd-Tama“; wie der gleichnamige Kreis in seiner letzten Zusammensetzung): Tama, Inagi
- Kita-Tama dai-1 („Nord-Tama #1“; nach dem gleichnamigen Kreis): Higashi-Murayama, Higashi-Yamato, Musashi-Murayama
- Kita-Tama dai-2 („Nord-Tama #2“): Kokubunji, Kunitachi
- Kita-Tama dai-3 („Nord-Tama #3“): Chōfu, Komae
- Kita-Tama dai-4 („Nord-Tama #4“): Kiyose, Higashi-Kurume
- Insularer Teil Tokios: Aogashima, Hachijō, Mikurajima, Miyake, Ogasawara, Kōzushima, Niijima, Ōshima, Toshima

## Auswirkungen
Hakubun Shimomura, ehemaliger Kultusminister im Shinzō Abes zweitem Kabinett – und als solcher selbst mit Fragen im Skandal um den Schulträger Kake Gakuen konfrontiert – und derzeit (erster) stellvertretender Generalsekretär (kanjichō-daikō) der nationalen LDP, kündigte noch in der Wahlnacht seinen Absicht an, als Vorsitzender des LDP-Präfekturverbandes zurückzutreten, ebenso vier weitere Führungsmitglieder des Präfekturvorstands.
Am 3. Juli nahm die LDP Yuriko Koikes Parteiaustrittgesuch an, das sie vor ihrer Übernahme des Tomin-First-Vorsitzes eingereicht hatte; gleichzeitig wurde auch der Unterhausabgeordnete Masaru Wakasa (aus Koikes früherem Wahlkreis Tokio 10), der seinen Austritt noch vor Koike eingereicht hatte, aus der Partei entlassen. Auch der Austritt des ehemaligen Oberhausabgeordneten und Bürgermeisterkandidats in Taitō, Sanzō Hosaka, wurde gleichzeitig angenommen; Hosakas Sohn Masahiro gewann bei der Präfekturparlamentswahl 2017 für die Tomin First einen Sitz in Taitō.
Am 25. Juli gab der Generalsekretär der Minshintō, Yoshihiko Noda, aufgrund der Niederlage seiner Partei seinen Rücktritt bekannt. Zwei Tage später folgte der Rücktritt der Parteivorsitzenden Renhō Murata, den diese u. a. mit dem gleichen Argument begründete.
Am 28. Juli trat Verteidigungsministerin Tomomi Inada zurück, weil sie u. a. einen Monat zuvor in einer Wahlkampfrede für die Wahl „im Namen des Verteidigungsministeriums, der Selbstverteidigungsstreitkräfte, der Liberaldemokratischen Partei und als Verteidigungsministerin“ um Unterstützung für einen LDP-Kandidaten bat. Da die Streitkräfte gesetzlich zu politischer Neutralität verpflichtet sind, forderten die Oppositionsparteien daraufhin den Rücktritt Inadas, was diese zunächst zurückwies. Schließlich gab sie jedoch aufgrund zusätzlicher Faktoren den Forderungen nach.